# Prekrivajoči sindrom (hepatologija)
»Prekrivajoči sindrom« opisuje avtoimunsko bolezensko stanje, ki ni povsem definirano. Relevantna definicija je težka. Označuje ga soobstoj kliničnih, bioloških in seroloških značilnosti avtoimunskega hepatitisa (AIH), primarne biliarne ciroze (PBC), primarnega sklerozantnega holangitisa (PSH) in odvisno od definicije, tudi hepatitisa C. Pri odraslih bolnikih je pogosto opisano prekrivanje med PBC in AIH, čeprav je nejasno, ali je to pravi soobstoj obeh bolezni ali le serološko prekrivanje, za katerega je značilna prisotnost protijedrnih (ANA) in protimitohondrijskih protiteles (AMA). Pri mnogih AMA-negativnih bolnikih s holestatskim profilom jetrnih encimov so navzoča ANA. To je avtoimunska holangiopatija ali AMA-negativna PBC.
Ne le, da se bolezni pojavijo sočasno, ampak lahko med seboj tudi prehajajo – za PBC se pojavi AIH. Pravi soobstoj AIH in PSH je bil potrjen le pri otrocih. Postavljena je bila hipoteza, da obstaja splošna predispozicija za jetrno avtoimunsko bolezen, ki ima holestazne, hepatitične in žolčevodne elemente, ki se razlikujejo glede na neznane dejavnike gostitelja.
Diagnoza prekrivajočega sindroma temelji na biokemičnem profilu.
- Hepatitičen profil:
  - povišani ravni AST in ALT,
  - povišani globulini gama.
- Holestatski profil:
  - povišane ravni alkalne fosfataze, γ-GT in bilirubina.

Patohistološko: portalno vnetje z ali brez protiteles, povezanih primarno z avtoimunskim hepatitisom:
- jetrno-ledvična mikrosomalna protitelesa (LKM),
- topna jetrna antigenska protitelesa (SLA),
- ANA.

Holangiografija: v holestaznih primerih pokaže sklerozantni holangitis.
Pri prekrivajočem sindromu je klasičen izgled individualne bolezenske komponente prepleten z značilnostmi druge avtoimunske jetrne bolezni. Imunoglobulini so navadno povišani pri vseh jetrnih boleznih.
Za prekrivanje PBC/AIH je značilno:
- pozitivna protitelesa AMA,
- več kot 5-kratno povišanje zgornje normalne vrednosti ALT,
- več kot 2-kratno povišanje protiteles IgG ali pozitivna protitelesa ASMA (anti-smooth muscle antibodies),
- patohistološko: srednje ali hudo portalno vnetje jetrnega tkiva, odvzetega pred uvedbo terapije.

Zdravi se vodilno bolezensko komponento. Pri prekrivajočem sindromu, ki se kaže kot hepatitis, se uvede zaviranje imunskega sistema s prednizolonom (ali kombinacija terapije z azatioprinom). Pri holestazni bolezni se uvede ursodeoksiholna kislina. Obe zdravljenji se lahko kombinirata, ko biokemične in histološke preiskave kažejo dodatno relevantno bolezensko komponento.
Za zdravljenje prekrivajočega sindroma ni smernic. Pomembno se je zavedati, da je neuspeh zdravljenja avtoimunskega hepatitisa morda povezan s prekrivajočim sindromom avtoimunske jetrne bolezni. Več študij kaže, da je zdravljenje komponente avtoimunskega hepatitisa prekrivajočega sindroma pomembno zaradi preprečevanja napredovanja bolezni do ciroze.
- Košnik M; Mrevlje F; Štajer D; Černelč P; Koželj M (2011). Interna medicina. Ljubljana: Littera picta: Slovensko medicinsko društvo.
- Mauss S; Berg T; Rockstroh J; Sarrazin C; Wedemeyer H (2014). Hepatology 2014. Flying publisher.
- Heneghan MA; Travis AC. »Definition and treatment of variants of autoimmune hepatitis«. Up to Date. Pridobljeno 20. maja 2014.